# Djr Beatz
Djr Beatz, właściwie Aurid Gjini (ur. 27 listopada 1990 w Lezhy) – albański producent muzyczny i autor tekstów. Współpracuje z albańskojęzycznymi muzykami, jak Çartani, Stine, Don Phenom, Stresi, Besart Kallaku, Seven Saraqi, Cozman, Mimoza Shkodra, Melinda Ademi, Skerdi, Getinjo i Capital T.

## Produkcje muzyczne[1]
| Rok  | Tytuł            | Autor utworu                        |
| ---- | ---------------- | ----------------------------------- |
| 2011 | Bad Boys in Town | Stresi ft. Pakufijt, Many & Samy    |
| 2014 | My Queen         | Stresi                              |
| 2015 | WTF              | Stine ft. Xhero                     |
| 2018 | Pa ty            | Seven Saraqi ft. Argjentina Ramosaj |
| 2018 | Smoking Cubana   | Çartani ft. Don Phenom              |
| 2018 | Ma shum          | Çartani ft. Getinjo                 |
| 2018 | Dirty Wine       | Sara Malaj ft. Don Phenom           |
| 2019 | Çifteli          | Melinda Ademi                       |
| 2019 | You know me      | Cozman                              |
| 2019 | Pika pika        | Melinda Ademi                       |
| 2019 | T’lutem          | Skerdi ft. Mimoza Shkodra           |
| 2020 | Ferrari          | Dhurata Dora                        |